# Gran Premi de Turquia del 2006
El Gran Premi de Turquia del 2006 va ser disputat el 27 d'agost del 2006, al circuit d'Istanbul. Fou la 14a carrera de la temporada.

## Resultats de la cursa
| Pos | No | Pilot                | Equip                 | Voltes | Temps/ Retirada  | Pos. de sortida | Punts |
| --- | -- | -------------------- | --------------------- | ------ | ---------------- | --------------- | ----- |
| 1   | 6  | Felipe Massa         | Ferrari               | 58     | 1h 28' 51. 082   | 1               | 10    |
| 2   | 1  | Fernando Alonso      | Renault               | 58     | + 5.575 s        | 3               | 8     |
| 3   | 5  | Michael Schumacher   | Ferrari               | 58     | + 5.656 s        | 2               | 6     |
| 4   | 12 | Jenson Button        | Honda                 | 58     | + 12.334 s       | 6               | 5     |
| 5   | 4  | Pedro de la Rosa     | McLaren - Mercedes    | 58     | + 45.908 s       | 11              | 4     |
| 6   | 2  | Giancarlo Fisichella | Renault               | 58     | + 46.594 s       | 4               | 3     |
| 7   | 7  | Ralf Schumacher      | Toyota                | 58     | + 59.337 s       | 15              | 2     |
| 8   | 11 | Rubens Barrichello   | Honda                 | 58     | + 1' 00.034 min. | 13              | 1     |
| 9   | 8  | Jarno Trulli         | Toyota                | 57     | + 1 Volta        | 12              |       |
| 10  | 9  | Mark Webber          | Williams - Cosworth   | 57     | + 1 Volta        | 9               |       |
| 11  | 15 | Christian Klien      | Red Bull - Ferrari    | 57     | + 1 Volta        | 10              |       |
| 12  | 17 | Robert Kubica        | BMW Sauber - BMW      | 57     | + 1 Volta        | 8               |       |
| 13  | 21 | Scott Speed          | Toro Rosso - Cosworth | 57     | + 1 Volta        | 17              |       |
| 14  | 16 | Nick Heidfeld        | BMW Sauber - BMW      | 56     | + 2 Voltes       | 5               |       |
| 15  | 14 | David Coulthard      | Red Bull - Ferrari    | 55     | Caixa canvi      | 16              |       |
| Ret | 19 | Christijan Albers    | MF1 - Toyota          | 46     | Virolla          | 22              |       |
| NC  | 22 | Takuma Sato          | Super Aguri - Honda   | 41     | + 17 Voltes      | 21              |       |
| Ret | 10 | Nico Rosberg         | Williams - Cosworth   | 25     | Pèrdua d'aigua   | 14              |       |
| Ret | 23 | Sakon Yamamoto       | Super Aguri - Honda   | 23     | Virolla          | 20              |       |
| Ret | 20 | Vitantonio Liuzzi    | Toro Rosso - Cosworth | 12     | Virolla          | 18              |       |
| Ret | 3  | Kimi Räikkönen       | McLaren - Mercedes    | 1      | Accident         | 7               |       |
| Ret | 18 | Tiago Monteiro       | MF1 - Toyota          | 0      | Accident         | 19              |       |

## Altres
- Pole: Felipe Massa 1' 26. 907
- Volta ràpida: Michael Schumacher 1' 28. 005